# Spirometro a campana
Lo spirometro a campana è un apparecchio che registra le variazioni di volume polmonare.

## Utilizzi
Permette di valutare:
1. Volume corrente (VC): volume d'aria mobilizzato ad ogni respiro tranquillo
2. Volume di riserva inspiratoria (VRI): volume d'aria mobilizzabile al di sopra di un VC
3. Volume di riserva espiatoria (VRE): volume d'aria mobilizzabile al di sotto di un VC
4. Capacità vitale (CV): massimo volume d'aria che può essere mobilizzato (espirato o inspirato) dal polmone in corso di un'espirazione o un'inspirazione massimale

Non permette invece di valutare:
1. Capacità funzionale residua (CFR):  quantità d'aria contenuta nel polmone al termine di un'espirazione normale: è la somma del volume residuo (VR) + il volume di riserva espiratorio (VRE)
2. Volume residuo (VR): volume d'aria presente nel polmone al termine di una espirazione massimale
3. Capacità polmonare totale (CPT): massima quantità d'aria contenuta nel polmone all'apice di un'ispirazione massimale (VR+ CV)

Lo spirometro a campana permette anche di misurare i volumi e le capacità (somma di volumi) rispetto al tempo (curva volume/tempo)
Il parametro più importante è la quantità di aria che il soggetto espira in un secondo in corso di una espirazione forzata: VEMS (volume espiratorio massimo al secondo) detto comunemente FEV1 (forced expiratory volume 1 second) che è l'indice più attendibile di ostruzione delle vie aeree (asma, broncopneumopatia cronica ostruttiva)